# Anton Hess

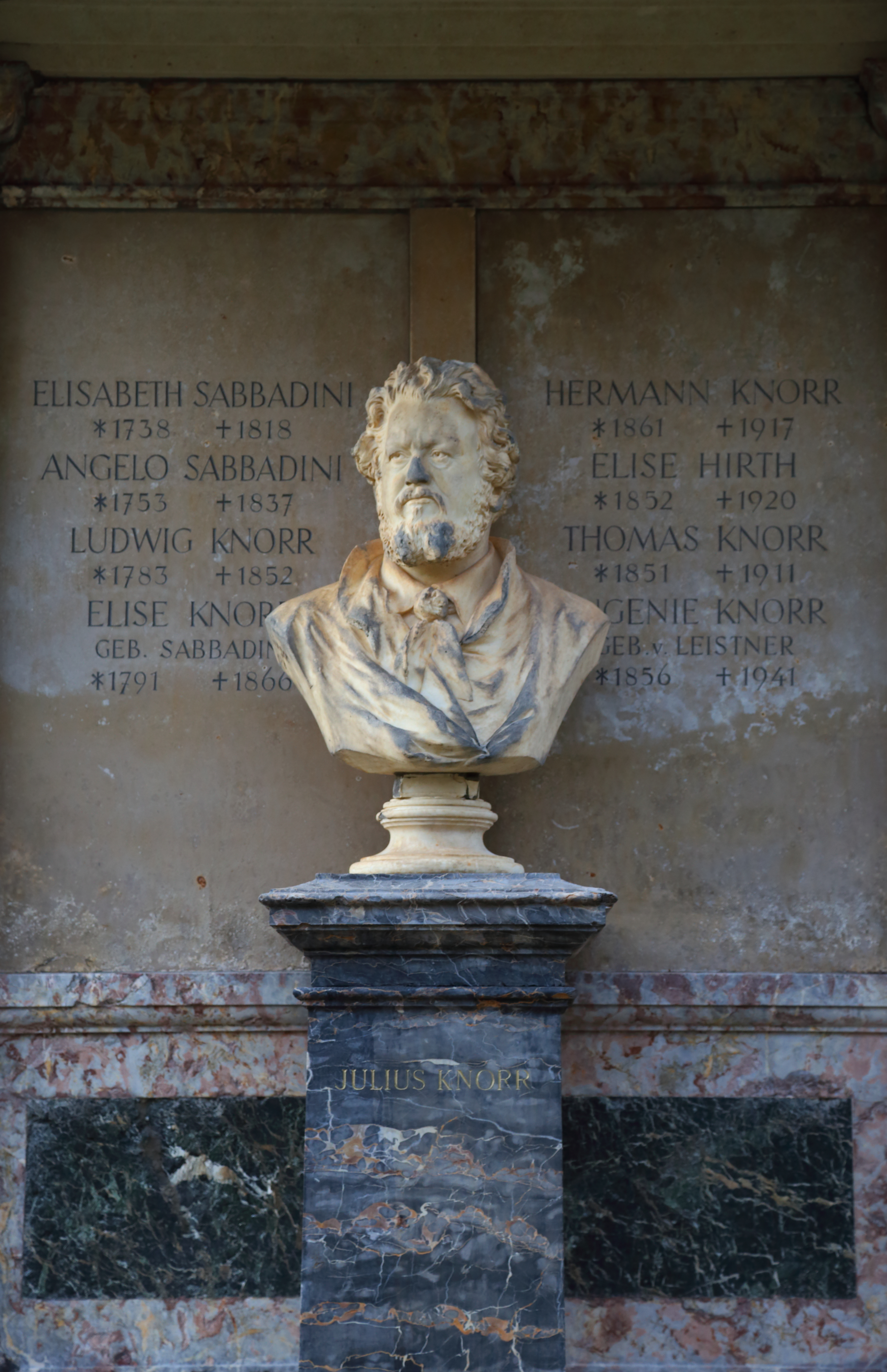
Anton Hess, Knorrmonumentet på Münchens gamla kyrkogård.

Anton Heinrich Hess, född den 20 augusti 1838 i München, död där den 11 april 1909, var en tysk bildhuggare. Han var son till Heinrich Maria von Hess.
Hess var från 1875 professor vid Konstindustriskolan i sin hemstad. Han utförde framför allt en del porträtt- och gravvårdsskulptur (bland annat Knorrmonumentet på Münchens gamla kyrkogård).